# Муніципальне утворення (Росія)
Муніципальне утворення (рос. Муниципа́льное образова́ние) — населена територія, в межах якої місцеве самоврядування здійснюється безпосередньо і (або) через виборні та інші органи місцевого самоврядування з метою розв'язання питань місцевого значення.

## Види муніципальних утворень
Відповідно до Федерального закону від 6 жовтня 2003 року № 131-ФЗ «Про загальні принципи організації місцевого самоврядування в Російській Федерації» в Російській Федерації існують 5 видів муніципальних утворень:
- Муніципальний район — кілька поселень або поселень і міжселенних територій[2], об'єднаних спільною територією, в межах якої місцеве самоврядування здійснюється з метою вирішення питань місцевого значення спільного для територіальних громад, що його складають, характеру населенням безпосередньо і (або) через виборні та інші органи місцевого самоврядування, які можуть здійснювати окремі державні повноваження, що передаються органам місцевого самоврядування федеральними законами і законами суб'єктів Російської Федерації

- Сільське поселення — один або декілька об'єднаних спільною територією сільських населених пунктів (селищ, сіл, станиць, хуторів, кишлаків, аулів та інших сільських населених пунктів), в яких місцеве самоврядування здійснюється населенням безпосередньо і (або) через виборні та інші органи місцевого самоврядування

- Міське поселення — місто чи селище міського типу, в яких місцеве самоврядування здійснюється населенням безпосередньо і (або) через виборні та інші органи місцевого самоврядування. Міське поселення може або мати одночасно статус міського округу, або, не маючи такого статусу, входити до певного муніципального району.

- Міський округ — міське поселення, яке не входить до складу муніципального району та органи місцевого самоврядування якого здійснюють повноваження з вирішення питань місцевого значення поселення, а також можуть здійснювати окремі державні повноваження, що передаються органам місцевого самоврядування федеральними законами і законами суб'єктів Російської Федерації
- Внутрішньоміська територія міста федерального значення — частина території міста федерального значення, в межах якої місцеве самоврядування здійснюється населенням безпосередньо і (або) через виборні та інші органи місцевого самоврядування. Цим терміном позначають 125 районів Москви та 111 муніципальних утворень Санкт-Петербурга[ru] (81 муніципальний округ, 9 міст, 21 смт).

## Виноски
1. ↑  Перелік питань місцевого значення для різних типів муніципальних утворень. Федеральный закон от 06.10.2003 N 131-ФЗ (ред. от 27.07.2010) "Об общих принципах организации местного самоуправления в Российской Федерации". с. Глава 3. Вопросы местного значения.(рос.)
2. ↑  Територія, що знаходиться за межами території поселень. Ст. 11 Закону передбачає, що міжселенна територія може бути виділена тільки в тих суб'єктах Російської Федерації, окремих муніципальних районах, де щільність сільського населення більш ніж у 3 рази менша за середню щільність сільського населення у Російській Федерації.